# Nadškofija Rimouski
Nadškofija Rimouski je rimskokatoliška škofija s sedežem v Rimouskijem (Kanada).

## Geografija
Nadškofija zajame področje 20.225 km² s 148.320 prebivalci, od katerih je 143.860 rimokatoličanov (97 % vsega prebivalstva).
Nadškofija se nadalje deli na 97 župnij.

## Nadškofje
- Georges-Alexandre Courchesne (9. februar 1946-14. november 1950)
- Charles Eugène Parent (2. marec 1951-25. februar 1967)
- Louis Lévesque (25. februar 1967-27. april 1973)
- Joseph Gilles Napoléon Ouellet (27. april 1973-16. oktober 1992)
- Bertrand Blanchet (16. oktober 1992-3. julij 2008)
- Pierre-André Fournier (3. julij 2008-10. januar 2015)
- Denis Grondin (4. maj 2015-danes)